# V型车体

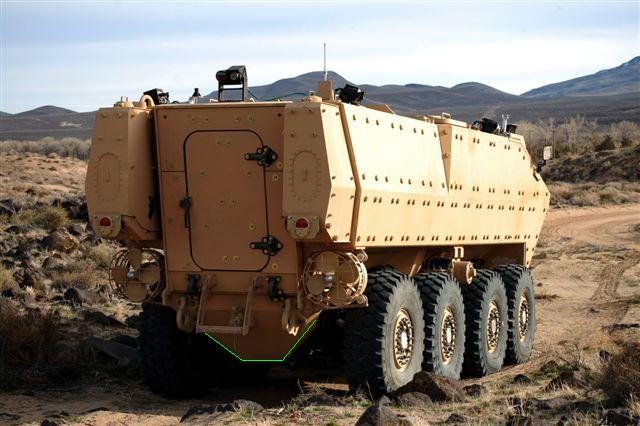
在步兵输送车的背面，用绿线显示出的部分是V形。这样的设计可以防止地雷等爆炸裝置攻击造成的损害，但是作为交换，车辆的重心会上升，翻车的可能性也会增加

V型车体（英語：V-hull），是一种使用于轮式装甲运输车、步兵输送车、步兵战车等车辆的装甲设计。设计的目的是在车辆底盘接触到地雷等爆炸装置时，分流或减弱爆炸力量对整车的冲击作用，从而提高车组人员的生存能力。
该设计起源于1970年代，其标志性的车辆包括在南非边境战争中广泛使用卡斯皮地雷防護車、罗得西亚丛林战争的豹式安全车以及南非装甲车辆公司Land Systems OMC's和水牛装甲车 。
该设计是透过一定的弹道防护角度呈现倾斜的装甲面，在遭遇向上定向爆炸时，提高爆炸威力穿透车辆所必须的通过面积，并增加偏移的机会。V型车体以几种不同的方式结合到装甲车辆的设计中。许多车辆将V型车体结合到了一体式底盘中（例如RG-33轻型装甲车），而其他车辆（例如野犬式全方位防护运输车）则使用了车体底盘以及装备V型的乘员舱，还有一个用于保护传动系统的V形或半圆形的零件。诸如Cougar H之类的其他飞机则具有V型乘员机舱，可以在遭受攻击的同时牺牲动力传动系统和悬架组件，同时保持机组人员的安全。